# Holdman
Holdman az Amerikai Egyesült Államok Oregon államának Umatilla megyéjében, az Oregon Route 37 mentén elhelyezkedő önkormányzat nélküli település, a Pendleton–Hermiston mikrostatisztikai körzet része.
Nevét a Holdman testvérekről kapta. A posta 1900-ban nyílt meg.
1915-ben 25 lakosa, mormon temploma és iskolája volt.

## Fordítás
- Ez a szócikk részben vagy egészben  a   Holdman, Oregon című angol Wikipédia-szócikk ezen változatának fordításán alapul.  Az eredeti cikk szerkesztőit annak laptörténete sorolja fel. Ez a jelzés csupán a megfogalmazás eredetét és a szerzői jogokat jelzi, nem szolgál a cikkben szereplő információk forrásmegjelöléseként.